# Yeung Man Wai
Yeung Man Wai, , accreditata anche come Cecilia Yeung (楊文蔚S; Tai Wai, 18 settembre 1994), è un'altista hongkonghese.

## Palmarès
| Anno | Manifestazione               | Sede        | Evento        | Risultato | Prestazione | Note |
| ---- | ---------------------------- | ----------- | ------------- | --------- | ----------- | ---- |
| 2012 | Campionati asiatici juniores | Colombo     | Salto in alto | 5ª        | 1,73 m      |      |
| 2016 | Campionati asiatici indoor   | Doha        | Salto in alto | 6ª        | 1,70 m      |      |
| 2017 | Campionati asiatici          | Bhubaneswar | Salto in alto | Argento   | 1,80 m      |      |
| 2017 | Universiadi                  | Taipei      | Salto in alto | 8ª        | 1,84 m      |      |
| 2017 | Giochi asiatici indoor       | Aşgabat     | Salto in alto | Bronzo    | 1,83 m      |      |
| 2018 | Campionati asiatici indoor   | Teheran     | Salto in alto | 7ª        | 1,70 m      |      |
| 2018 | Giochi asiatici              | Giacarta    | Salto in alto | 5ª        | 1,80 m      |      |
| 2019 | Campionati asiatici          | Doha        | Salto in alto | 5ª        | 1,75 m      |      |